# Lake Zurich (Illinois)
Lake Zurich es una villa ubicada en el condado de Lake, Illinois, Estados Unidos. Según el censo de 2020, tiene una población de 19 759 habitantes.
Está situada a unos 63 km del centro de Chicago. Toma su nombre de un lago del mismo nombre, situado enteramente dentro de su territorio. 

## Geografía
La localidad está ubicada en las coordenadas 42°11′42″N 88°5′16″O / 42.19500, -88.08778. Según la Oficina del Censo de los Estados Unidos, Lake Zurich tiene una superficie total de 18.99 km², de la cual 17.94 km² corresponden a tierra firme y 1.05 km² es agua.

## Demografía
Según el censo de 2020, hay 19 759 personas residiendo en Lake Zurich. La densidad de población es de 1101.39 hab./km². El 80.42% de los habitantes son blancos, el 0.93% son afroamericanos, el 0.25% son amerindios, el 9.03% son asiáticos, el 0.02% son isleños del Pacífico, el 2.90% son de otras razas y el 6.44% son de una mezcla de razas. Del total de la población, el 8.29% son hispanos o latinos de cualquier raza.

## Cultura popular
Lake Zurich es el lugar de origen del personaje de Sandra Bullock en la película Gravity, de 2013.